# Бискијавино (Новара)
Бискијавино је насеље у Италији у округу Новара, региону Пијемонт.
Према процени из 2011. у насељу је живело 30 становника. Насеље се налази на надморској висини од 206 м.